# Comité d'organisation Miss Cameroun
Le Comité d'organisation Miss Cameroun est une organisation camerounaise formée en 2002 à Yaoundé.

## Histoire
Le Comité d'organisation Miss Cameroun, en abrégé Comica voit le jour en 2002. Ingrid Solange Amougou est la fondatrice et elle assure sa présidence,,.